# ICC Champions Trophy
L'ICC Champions Trophy è un torneo per squadre nazionali di cricket, che si gioca con la formula One Day International ed è il secondo torneo per importanza nel cricket mondiale (dopo la Coppa del Mondo di cricket).

## Storia
La prima edizione si è tenuta nel 1998 con il nome di ICC Knock Out tournament e da allora si è giocato ogni due anni fino all'edizione 2006; l'edizione del 2008 è stata posticipata al 2009 per via del cambiamento di sede e da allora il torneo si è tenuto ogni quattro anni, fino all'ultima edizione del 2017. Nel 2018 è stato annunciato che il torneo non si sarebbe più tenuto e che l'edizione prevista per il 2021 sarebbe stata sostituita da un'altra edizione del torneo ICC World Twenty20, immediatamente successiva a quella già prevista per il 2020. Tuttavia, è stato ripristinato nel 2025.
Il Pakistan è stato annunciato come paese ospitante dell'edizione del 2025. Tuttavia, a causa del rifiuto dell'India di recarsi in Pakistan per il torneo citando preoccupazioni di sicurezza, è stato raggiunto un accordo tra la BCCI e il PCB per disputare la gare della squadra indiana in sede neutrale. Il 24 dicembre 2024 è stato annunciato che il Dubai International Cricket Stadium negli Emirati Arabi Uniti sarebbe stato scelto come sede neutrale per il torneo.

## Formato
Il torneo si differenzia dalla Coppa del Mondo in diversi punti, ad esempio l'intera manifestazione occupa circa due settimane contro il mese abbondante della Coppa del Mondo e il numero di partite da disputare per vincere il torneo è nettamente inferiore.
Le prime tre edizioni si sono disputate con la formula dell'eliminazione diretta, in seguito sono state aggiunte anche le fasi a gironi.

## Albo d'oro
| Anno          | Organizzatore                | Luogo della finale                        | Finale                               | Finale                                                                                  | Finale                                     |
| Anno          | Organizzatore                | Luogo della finale                        | Vincitore                            | Risultato                                                                               | Finalista                                  |
| ------------- | ---------------------------- | ----------------------------------------- | ------------------------------------ | --------------------------------------------------------------------------------------- | ------------------------------------------ |
| 1998 Dettagli | Bangladesh                   | Bangabandhu National Stadium Dacca        | Sudafrica 248/6 (47 overs)           | RSA vince di 4 wickets                                                                  | Indie Occidentali 245/all out (49.3 overs) |
| 2000 Dettagli | Kenya                        | Nairobi Gymkhana Club Nairobi             | Nuova Zelanda 265/6 (49.4 overs)     | NZL vince di 4 wickets                                                                  | India 264/6 (50 overs)                     |
| 2002 Dettagli | Sri Lanka                    | R. Premadasa Stadium Colombo              | India Sri Lanka                      | IND e SRI dichiarate vincitrici a pari merito La pioggia ha rinviato due volte il match | Nessuno                                    |
| 2004 Dettagli | Inghilterra                  | The Oval Londra                           | Indie Occidentali 218/8 (48.5 overs) | IOB vince di 2 wickets                                                                  | Inghilterra 217/all out (49.4 overs)       |
| 2006 Dettagli | India                        | Brabourne Stadium Mumbai                  | Australia 116/2 (28.1 overs)         | AUS vince di 8 wickets (Metodo D/L) Target ridotto per pioggia                          | Indie Occidentali 138/all out (30.4 overs) |
| 2009 Dettagli | Sudafrica                    | SuperSport Park Centurion                 | Australia 206/4 (45.2 overs)         | AUS vince di 6 wickets                                                                  | Nuova Zelanda 200/9 (50 overs)             |
| 2013 Dettagli | Inghilterra Galles           | Edgbaston Cricket Ground Birmingham       | India 129/7 (20 overs)               | IND vince di 5 runs                                                                     | Inghilterra 124/8 (20 overs)               |
| 2017 Dettagli | Inghilterra Galles           | The Oval Londra                           | Pakistan 338/4 (50 overs)            | PAK vince di 180 runs                                                                   | India 158/all out (30.3 overs)             |
| 2025 Dettagli | Pakistan Emirati Arabi Uniti | Dubai International Cricket Stadium Dubai | India 254/6 (49 overs)               | IND vince di 4 wickets                                                                  | Nuova Zelanda 251/7 (50 overs)             |
| 2029 Dettagli | India                        |                                           |                                      |                                                                                         |                                            |

## Medagliere
| Posiz. | Nazione           | Oro | Argento | Bronzo | Totale |
| ------ | ----------------- | --- | ------- | ------ | ------ |
| 1      | India             | 3   | 2       | 1      | 6      |
| 2      | Australia         | 2   | 0       | 3      | 5      |
| 3      | Nuova Zelanda     | 1   | 2       | 1      | 4      |
| 4      | Indie Occidentali | 1   | 2       | 0      | 3      |
| 5      | Sudafrica         | 1   | 0       | 5      | 6      |
| 6      | Pakistan          | 1   | 0       | 3      | 4      |
| 7      | Sri Lanka         | 1   | 0       | 2      | 3      |
| 8      | Inghilterra       | 0   | 2       | 2      | 4      |
| 9      | Bangladesh        | 0   | 0       | 1      | 1      |
| Totale | Totale            | 10  | 8       | 18     | 36     |